# Nicke Wagemyr
Nicke Nils Roland Wagemyr, född 9 augusti 1948, är en svensk frilansande skådespelare, musikalartist och manusförfattare.

## Biografi
1983 startade han tillsammans med sin fru Marianne Tedenstad Wagemyr Apolloteatern AB i Täby, som under en tioårsperiod 1987-1997 hade en egen scen där de satte upp allt från drama, komedier och barnteater till revy. Förutom produktioner på den egna scenen har Apolloteatern satt upp revyer och musikprogram som har spelats på Nalen i Stockholm, som sommarteater på Laholms teater och på turné.
Wagemyr har alltid varvat arbetet på Apolloteatern med andra engagemang och har medverkat i musikaler på bland annat Göta Lejon och Oscarsteatern i Stockholm samt på Kristianstads teater. På Öland och på Gotland har han spelat operett och han har spelat fars med turnéer över hela landet. Han uppträder regelbundet i musikprogram där han tolkar Cornelis Vreeswijk och Evert Taube. Dessutom framträder han i olika sammanhang med sånger ur Frank Sinatras repertoar. Under flera år uppträdde han med sin kvartett på Kungsträdgårdens stora scen under Stockholms årligen återkommande festival "Smaka på Stockholm" med musikprogrammet "Minns du den sommar", där han framförde låtar ur Gunnar Wiklunds repertoar.

## Teater

### Roller (ej komplett)
| År   | Roll              | Produktion                                                 | Regi               | Teater        |
| ---- | ----------------- | ---------------------------------------------------------- | ------------------ | ------------- |
| 1985 |                   | Jesus Christ Superstar Andrew Lloyd-Webber och Tim Rice    | Julie Arenal       | Göta Lejon    |
| 1998 | LT. Brannigan     | Guys and Dolls Frank Loesser, Joe Swerling och Abe Burrows | Hans Marklund      | Oscarsteatern |
| 1991 | August Strindberg | Tribadernas natt P.O. Enquist                              | Marianne Tedenstad | Apolloteatern |

## Filmografi
- 1993 – Polis polis potatismos

## TV
- 2016 – Selmas saga (TV-serie) (Julkalender)

### Fotnoter
1. ↑  ”Teaterannons”. Dagens Nyheter:  s. 63. 3 oktober 1985. http://arkivet.dn.se/arkivet/tidning/1985-10-03/269/63. Läst 17 september 2016.
2. ↑  ”Guys and Dolls”. Chinateatern. Arkiverad från originalet den 21 april 2019. https://web.archive.org/web/20190421021729/http://www.chinateatern.se/show/guys-and-dolls/. Läst 3 september 2015.
3. ↑  Lars Linder (16 november 1991). ”En frisk attack i Täby”. Dagens Nyheter:  s. 24. https://arkivet.dn.se/tidning/1991-11-16/312/24. Läst 7 maj 2019.